# Johann Friedrich Dieterich

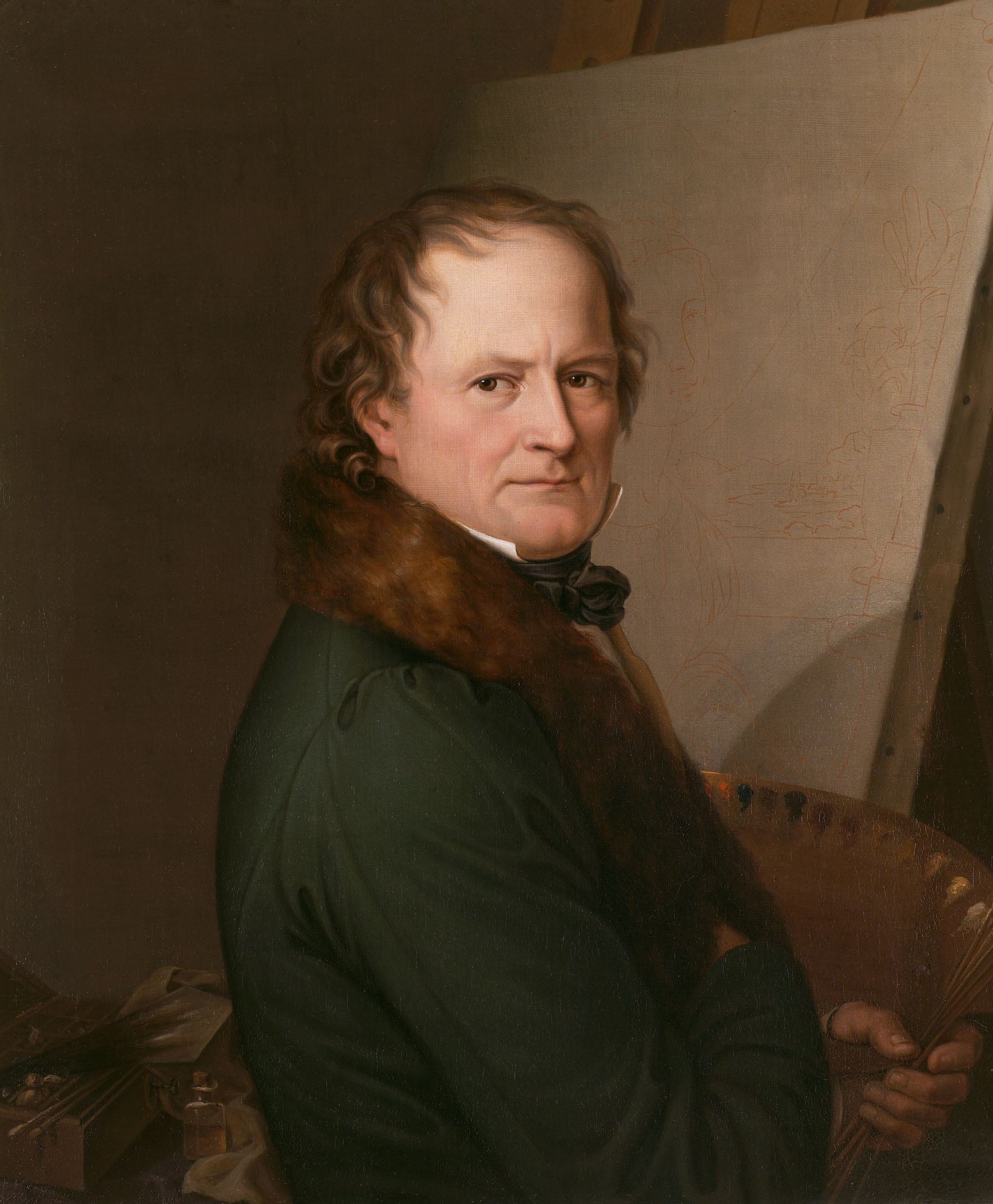
Selbstbildnis an der Staffelei (1835)

Johann Friedrich Dieterich (* 21. September 1787 in Biberach an der Riß; † 17. Januar 1846 in Stuttgart) war ein deutscher Historienmaler und Kunstschulprofessor.

## Leben
Dieterich erhielt seine Ausbildung in Stuttgart beim württembergischen Hofmaler und Galeriedirektor Johann Baptist Seele. Für weitere Studien ging er nach Italien. Einen längeren Aufenthalt hatte er ab 1818 in Rom, wo er sich eine Wohnung mit dem Komponisten Konrad Kocher teilte. Größere Bekanntheit erreichte Dieterich durch seine Arbeiten für das Schloss Rosenstein in Stuttgart. Bereits ab 1829 an der neu errichteten Königlichen Kunstschule in Stuttgart als Hauptlehrer für Historienmalerei wirkend, wurde er 1833 zum Professor ernannt (tätig bis 1846).

## Werke (Auswahl)

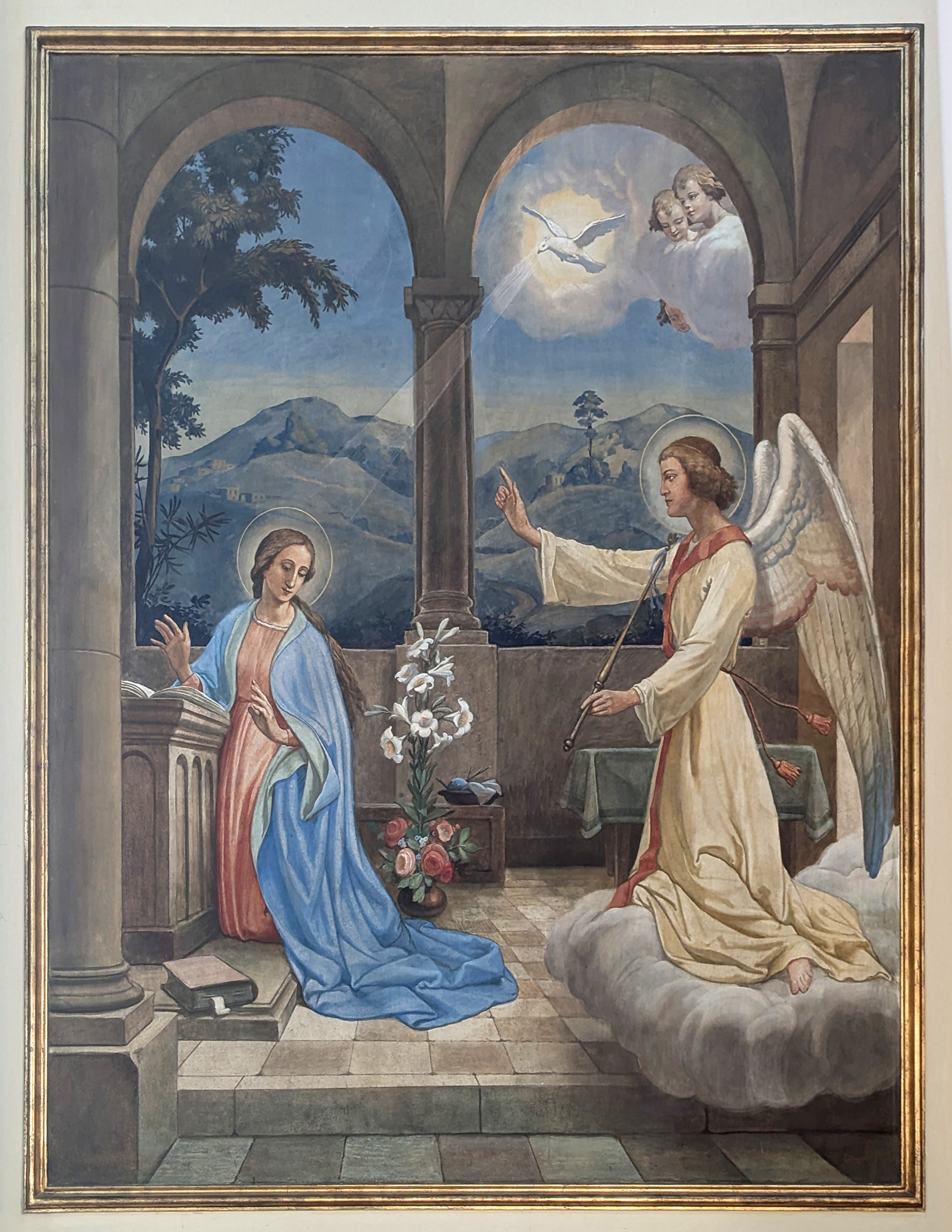
Verkündigung, Fresko im Chor von St. Cyriakus, Karlsruhe

- "Einzug Abrahams in das gelobte Land Canaan" (1823) (Standort: Rijksdienst voor het Cultureel Erfgoed, Amsterdam)
- Vorlagen für das Artemis-Selene-Relief von Friedrich Distelbarth und das Helios-Relief (Schloss Rosenstein) von Ludwig Mack an Schloss Rosenstein (1820)
- Krönung Karls des Großen in Rom 25.12.800 (um 1827)
- Deckenfresken mit Bacchus-Motiven im Schloss Rosenstein (1826/1828)
- Altarblatt "Der Traum des heiligen Martin von Tours" für die Kirche in Schemmerberg (1834)
- Fresken mit neutestamentlichen Darstellungen im Chorpolygon von St. Cyriakus, Karlsruhe-Bulach (1838–1839)[3]
- Altarbild "Auferstehung Christi" in der Domkirche St. Eberhard in Stuttgart (1840)
- Altarbilder in der Liebfrauenkirche in Ravensburg (1843, 1845)